# Albans (l'Espona)
Albans és una partida rural del terme municipal de Castell de Mur, dins de l'antic terme de Guàrdia de Tremp, al Pallars Jussà, al sud del territori de l'antiga quadra de l'Espona.
Està situada al nord de Guàrdia de Noguera, a llevant de la carretera C-13, al sud-est del Magatzem del Trudis i a l'est de la Cabana de la Rafela i al nord-est de les Cabanes del Soldat i Fidel, que hi pertanyen. És a l'esquerra del barranc d'Arguinsola i a la dreta de la Noguera Pallaresa, al sud de la partida de les Sorts.
Es tracta d'una partida rural de ribera impracticable per a l'agricultura, atès que és dins de la zona afectada pel Pantà de Terradets.